# Orvanne
Orvanne is een voormalige gemeente in het Franse departement Seine-et-Marne in de regio Île-de-France, die deel uitmaakte van het arrondissement Fontainebleau. De gemeente is op 1 januari 2015 ontstaan door de fusie van de gemeenten Moret-sur-Loing en Écuelles. Op 1 januari 2016 fuseerde de gemeente Orvanne met de gemeenten Épisy en Montarlot tot Moret Loing et Orvanne, en op 1 januari 2017 met de gemeente Veneux-les-Sablons tot de gemeente Moret-Loing-et-Orvanne.